# 韋格特海崖
69°42′S 159°20′E / 69.700°S 159.333°E
韋格特海崖（英語：Wegert Bluff）是南極洲的海崖，位於奧次地，屬於威爾遜山的一部分，美國地質調查局根據測量和該國海軍的空中照片繪入地圖，現時由南極條約體系管理。